# Gjøvik
Gjøvik er en kommune i Innlandet fylke i  Norge. Selve byen Gjøvik er den mindste af de tre store byer omkring søen Mjøsa med sine ca. 30.000 indbyggere. Den grænser i nord til Lillehammer, i syd til Østre Toten og Vestre Toten, og i vest til Søndre Land og Nordre Land. Over Mjøsa i øst ligger Ringsaker kommune. Gjøvik byområdet strækker sig ud over kommunegrænserne i syd, og indbefatter både Raufoss i Vestre Toten og Nordlia i Østre Toten kommune. Højeste punkt er Ringsrudåsen der er 837 moh.
Sammen med Lillehammer var Gjøvik vært for Vinter-OL 1994.
I Gjøvik findes frilandsmuseet Eiktunet, friluftsbadet Fastland tillige med en række hoteller. Skibladner, Norges ældste hjuldamper i drift, findes i Gjøvik.

## Historie
På 1300-tallet nævnes følgende områder som nu ligger i Gjøvik: Birid (også skrevet Byre), Rédalr (også kaldet Mannheims-hérad, der også dele af Bródstada sogn indgik), Snartheimsdalr (Nedre Snertingdal og del af midten), Stufnar (eller Stumnardalr, Øvre Snertingdal og del af midten), Hunnardalr og Vardalr.
Den første industrielle virksomheden i kommunen var Biri Glassverk som blev etableret 1761, og produktionen eksisterede fra 1764 til 1880, men var lukket fra ca. 1843 til 1855. Glasvæket lå ved Mjøsa på den nordlige bred af elven Vismunda, nordøst for Biri centrum, på gården som i dag kaldes "Verket".
I ældre tid var Gjøvik en gård i Vardal sogn, nævnt første gang i skriftlige kilder i 1432. Navnet blev da skrevet "Dyupwiik" (Djupvik). En gang før 1600 blev den opdelt i Øvre og Nedre Gjøvik, og begge gårdspladserne eksisterer fortsat - tunet på Nedre Gjøvik er nå Gjøvik gård.
Gjøvik bys placering kan i stor grad tilskrives Hunnselva som løber gennem byen. Den var et vigtig grundlag for den tidlige industrialisering. Ved elvens udløb startede forvalteren ved Biri Glassverk, Caspar Kauffeldt, byggeriet af Gjøvik Glassverk  i 1804 ved gårdene Hunn og Nedre Gjøvik. I 1807 startede produktionen som varede til 1843 (i 1994 blev det genetableret). Gjøvik bys etablering var også starten af "Brusveen Spiger- og Staaltraadfabrik" i 1832 (senere O. Mustad & Søn), Holmen Brænderi og Kauffeldts barnebarn Hans B. Falks handelsvirksomhed, som begge startede i 1854. En medvirkende årsag til etableringen var også testamentet til Kauffeldts søn Wexel Hansen Kauffeldt (1801–1860) som stillede krav om anlæggelsen af en by her.
Gjøvik købstad blev etableret 1. januar 1861 ved udskilling af grunden fra Øvre og Nedre Gjøvik, Hunn og Viken i Vardal herred. Byen blev udvidet med jord fra Vardal i 1921 og 1955.
Gjøvik kommune blev etableret i 1964 ved at slå Gjøvik by og de tidligere herreder Vardal, Snertingdal og Biri sammen
Før 1821 lå området Redalen i Ringsaker sogn, derefter i Biri sogn.
| År                        | 1769 | 1801 | 1825 | 1845 | 1866  | 1875 | 1891 | 1900  | 1920  | 1946  | 1970  | 1990  | 2001  | 2010  |
| ------------------------- | ---- | ---- | ---- | ---- | ----- | ---- | ---- | ----- | ----- | ----- | ----- | ----- | ----- | ----- |
| Befolkning Gjøvik kommune | 4053 | 5068 | 6348 | 8042 | 10229 | 9932 | 9624 | 12414 | 15155 | 19212 | 25074 | 26207 | 27102 | 28807 |

Årsagen til at befolkningstallet gik ned efter 1866 var udvandringen til Amerika som tog fart efter borgerkrigen sluttede i 1865. Fra 1846 til 1915 udvandrede over 8000 personer fra kommunen.
I 1902 blev Gjøvikbanen, eller "Nordbanen" som den blev kaldt, ført frem til Gjøvik.
I 1931 blev Gjøvik by rat af en tyfusepidemi, som førte til at 19 mennesker mistede livet.

## Geografi
Gjøvik kommune består af fire hovedområder: Gjøvik by og de tidligere herreder (landkommuner) Vardal, Snertingdal og Biri, som i 1964 blev slået sammen til Gjøvik kommune.
I det tidligere Vardal herred ligger byområderne Hunndalen og Bybrua (Hunndalen regnes i dag som del af byområdet Gjøvik). I Snertingdal ligger byområdet "Snertingdal sentrum" og i Biri ligger byområdet "Biri sentrum". Næsten midt i kommunen ligger området Redalen.
Kommunens areal er 672,16 km², hvoraf 490 km² (74 %) er skovareal, 68,458 km² (10 %) er dyrket jord og 40,55 km² (6 %) er vand.

### Natur og topografi
Størstedelen af Gjøvik udgøres af tre dale som strækker sig omkring 2-3 mil vestover fra Mjøsa. Biri og Biri Øverbygd langs elven Vismunda, Snertingdal og Redalen langs Kjerringelva, Storelva og Stokkelva - og Vardal med Hunndalen og Gjøvik By langs Ålstadelva, Vesleelva og Hunnselva. Mellem disse dale er det skovklædte åse. Nord for dalene ligger Biristrand langs Mjøsa.
Gjøvik jernbanestation ligger 129,2 m over havet. Gjøviks høyeste punkt er den laveste af to toppe på Ringsrudåsen, 837 moh., på åsen mellem Biri Øverbygd og Øvre Snertingdal, på grænsen mod Nordre Land.

### Befolkning og demografi
En person fra Gjøvik kaldes "gjøvikenser". Antallet indbyggere i Gjøvik kommune var 29.677 per 1. april 2014. 1. januar 2015 var indbyggertallet øget til 30.063. Størstedelen af indbyggerne i kommunen bor i Gjøvik by. Byområdet Gjøvik havde  20.112 indbyggere per 1. januar 2017. Dette gør Gjøvik by til den mindste by omkring Mjøsa.

### Bydele
Gjøvik by kan deles i flere bydele/boligområder som i stor grad følger Hunnselvas forløb. Socialt og geografisk er det imidlertid tre hoveddele af byen som udmærker sig. Nordbyen (nord for Hunnselva) består af de vigtigste områder i Gjøvik sentrum i tillæg til villaområderne ved bystrøgene Hunn og Tranberg. Denne bydel har traditionelt huset borgerskabet i områderne nord for byens centrum. Sørbyen har traditionelt vært tilhold for arbejderfamilierne som var ansat i de mange store industrivirsomheder i og omkring Gjøvik. Dette er boligområder ved Tongjordet, Kallerud og Kopperud. Hunndalen er en forstad, som er vokset op omkring Mustad Fabrikker og Totens cellulosefabrikk – og efterhånden er vokset sammen med Gjøvik og blevet en væsentlig del af byen. Befolkningssammensetningen i bydelene har i stor grad forandret sig de sidste tiårene, og det traditionelle bosættelsesmønstre er betydelig ændret.

### Klima
| Normaler 1960–1990              | Jan  | Feb  | Mar  | Apr | Mai | Jun  | Jul  | Aug  | Sep | Okt | Nov  | Dec  | Hele året |
| ------------------------------- | ---- | ---- | ---- | --- | --- | ---- | ---- | ---- | --- | --- | ---- | ---- | --------- |
| Temperatur Gjøvik 150 moh. (°C) | −7,5 | −7,9 | −2,6 | 2,6 | 9,1 | 14,0 | 15,4 | 14,4 | 9,5 | 5,0 | −1,0 | −5,4 | 3,8       |
| Nedbør Gjøvik 150 moh. (mm)     | 44   | 35   | 37   | 37  | 47  | 69   | 78   | 83   | 73  | 74  | 61   | 46   | 684       |
| Nedbør Biri 190 moh. (mm)       | 45   | 34   | 38   | 37  | 57  | 71   | 87   | 91   | 86  | 89  | 70   | 49   | 754       |

### Gjøvik-regionen
Gjøvik indgår i et regionalt samarbejde med kommunene Søndre Land, Nordre Land, Østre Toten og Vestre Toten. Regionen har fået navnet Gjøvik-regionen efter den største byen, Gjøvik, men betegnelsen GLT-regionen bruges også. Fra 2005 har det også været diskuteret kommunesammenlægning mellem Gjøvik, Vestre Toten og Søndre Land.

### Bymiljø
Et centralt element i bymiljøet er Hunnselva, som også er grundlaget for byens tidlige industriudvikling. Midt i byen, på sletten nær elvens udløb i Mjøsa, ligger Gjøvik gård med parkanlæg. Længere oppe, lige vest for Hovdetoppen, ligger Bassengparken. Parken blev til som en følge af, at man efter tørkesommeren i 1880 opdæmmede Fogstadbekken for at give byen en sikker vandforsyning, og efterhånden fik området beplantet og opsat en pavillon. Parkens funktion som folkepark blev noget mindre efter at Alf Mjøen skænkede Gjøvik gård til kulturformål.
Lige ved, på nordsiden af Hovdetoppen, ligger Fastland badeanlæg med blandt andet stupetårn og skærmet grundvandsområde. I samme område findes også tennisbaner og alpinanlæg på Hovdetoppen. Lidt nærmere Mjøsa ligger Gjøvik stadion.
På nordsiden af byen findes Bergstoppen og Tranbergtoppen.

## Erhverv

### Handel
Byen er erhvervcentrum for Toten og store dele af Vestoppland. Indlandets største indkøbscenter er CC Gjøvik.

### Industri
Byen har flere store virksomheder heriblandt Mustad fabrikker, HOFF Norske Potetindustrier, Øveraasen AS og Hunton Fiber. Vigtige industrigrene i byen er særlig jern- og metalindustri og trævarer. Mustad er i dag kendt som verdens største fiskekrogsproducent. Øveraasen AS er en ledende leverandør af snerydningsudstyr.

### Medier
Den største lokale avise hedder Oppland Arbeiderblad. Denne avis var den eneste i Gjøvik efter at Samhold/Velgeren gik konkurs i 1998 og indtil Gjøviks Blad blev etableret som gratisavis i kommunen i 2002.
Vestopplands ældste avis,Oplandets Budstikke, etableret 1856 på Lena, flyttede i 1860 til Gjøvik. Avisen skiftede navn til Kristians Amtstidene. I 1877 blev navnet ændret til Gjøviks Blad.

## Kendte gjøvikensere
- Missionær Paul Olaf Bodding blev født i Gjøvik 2. november 1865, død 25. september 1938 i Odense, Danmark. Bodding er begravet på Assistens kirkegård.